# Karlhermann Bergner
Karlhermann Bergner (Pseudonyme: Karl Bergner, Karl Hermann Bergner, Karl Herrmann, Tolmai, * 25. Januar 1922 in Hamm; † 27. Oktober 1996 in Mannheim) war ein deutscher Schriftsteller und Übersetzer.

## Leben
Bergner schloss das Studium der katholischen Theologie und der klassischen Philologie mit dem Staatsexamen ab. Anschließend arbeitete er als Fremdsprachenlektor und wissenschaftlicher Übersetzer. Er übertrug zahlreiche Werke zur katholischen Theologie aus dem Französischen und Englischen.
1970 wechselte er in Mannheim in den Schuldienst. Er unterrichtete als Lehrer am Johann-Sebastian-Bach-Gymnasium. Bereits im Ruhestand wurde er 1993 an der Ruprecht-Karls-Universität Heidelberg bei Michael von Albrecht über Den Sapientia-Begriff im Kommentar des Marius Victorinus zu Ciceros Jugendwerk De inventione promoviert.
Bergner ist Verfasser einer Reihe von Jugendbüchern, die in den 1950er und 1960er Jahren unter anderem in der Reihe der Spurbücher erschienen. Für dieselbe Reihe übertrug er einige Bände aus dem Französischen.
Sein Grab befindet sich auf dem Friedhof in Oftersheim.

## Werke
- Am Hirschbrunnen stimmt etwas nicht, Aarau [u. a.] 1953 (unter dem Namen Karl Hermann Bergner)
- Die Wölfe von der Appia, Colmar 1953 (unter dem Namen Karl Bergner)
- Das Lager am See, Colmar 1954 (unter dem Namen Karl Herrmann)
- Signale in der Nacht, Würzburg 1955 (unter dem Namen Karl Herrmann)
- Großfahrt 45, Würzburg 1958 (unter dem Namen Karl Hermann)
- Tolmai, Paderborn 1958
- Der braune und der weiße Hai, Würzburg 1960 (unter dem Namen Karl Herrmann)
- Wachen von St. Mauritius, Colmar [u. a.] 1960 (unter dem Namen Tolmai)
- Spuk am Cap Cefali, Würzburg 1962 (unter dem Namen Karl Herrmann)
- Alarm in der Redaktion, Recklinghausen 1965
- Die Jungen der ersten Kohorte, Würzburg 1979 (unter dem Namen Karlhermann Bergner)
- Das Zelt war leer, Baunach 1992
- Der Sapientia-Begriff im Kommentar des Marius Victorinus zu Ciceros Jugendwerk De inventione, Frankfurt am Main 1994

## Übersetzungen
- Luis Alonso Schökel: Das Alte Testament als literarisches Kunstwerk. Köln 1971.
- Roger Aubert: Vaticanum 1. Mainz 1965.
- Paul Azy: J. J. R. in Gefahr. Colmar u. a. 1960.
- Ernesto Balducci: Die Kirche als Eucharistie. Aschaffenburg 1974.
- William Barclay: Er wird euch einen Beistand geben. Kassel 1968.
- Jean Bergeaud: Der letzte Prophet. Heidelberg 1963.
- Joseph Cardijn: Laien im Apostolat. Kevelaer 1964.
- Robert-Ambroise-Marie Carré: Bergpredigt heute. Rottenburg (Neckar) 1964.
- Robert-Ambroise-Marie Carré: Das Vaterunser für die Welt. Stuttgart 1967.
- Franz Dvorník: Byzanz und der römische Primat. Stuttgart 1966.
- Louis Évely: Beten, aber wie? Aschaffenburg 1971.
- Hans Holzer: Fenster zur Vergangenheit. Genf 1970.
- Pierre Michalon: Der Sinn für den Anderen. Meitingen u. a. 1967.
- Marc Oraison: Eine Moral für unsere Zeit. Olten u. a. 1968.
- Léon-Joseph Suenens: Die Mitverantwortung der Kirche. Salzburg 1968.
- Michel van Esbroeck: Hermeneutik, Strukturalismus und Exegese. München 1972.
- Norbert M. Wildiers: Kirche für eine größere Welt. Freiburg i.Br. u. a. 1968.
- Maria Winowska: Das Wagnis der Armut. Kevelaer/Rhl. 1968.